# جينيفر موسى
جينيفر موسى (11 نوفمبر 1917 – 12 يناير 2008) كانت سياسية وممرضة وعاملة اجتماعية باكستانية من أصل إيرلندي، الزوجة الثانية لقاضي موسى، وغالبا ما يطلق عليها لقب «ملكة بلوشستان» و«مامي جنيفر».

## النشأة
ولدت جينيفر موسى باسم بريدجيت جينيفر رين في تارمونز في مقاطعة كيري التابعة لجزيرة أيرلندا عام 1917. غادرت أيرلندا للتدريب كممرضة. في عام 1939، التقت بسياسي من البشتون البارزين (قاضي موسى)، شقيق قاضي محمد عيسى، وهو ناشط بارز في الحركة الباكستانية أثناء دراسته في أكسفورد. كان قاضي موسى الابن الأكبر لرئيس الوزراء لخان قلات آنذاك (منطقة كالات الحالية). أخذت جينيفر موسى اسم جيهان زيبا وتزوجت من قاضي موسى في العام التالي على الرغم من معارضة عشيرته الباشتونية. انتقل الزوجان إلى باكستان عام 1948.
كانت جينيفر موسى تقول: «لقد التقينا في كليته، في حفلة أنت تعرف كيف يكون الطلاب. كنت كاثوليكيًا، وكان مسلمًا. أعتقد أنني أصبحت إسلامية في ذلك الوقت» قالت بابتسامة، ثم استمرت بعد ذلك قائلة: «تزوجت من عائلة تقدمية ولم أرتدي الحجاب قط، لم يطلبوا أبدًا. لقد أتيت إلى هنا مع زوجي لأنه ينتمي إلى هنا». أثناء إقامتها في بلوشستان، كانت غالبًا ما ترتدي شالوار كاميز تقليدي وتلف شالًا حولها.
بعد وفاة قاضي موسى المفاجئة في حادث سيارة عام 1956، قررت جينيفر موسى أن تستقر بشكل دائم في مسقط رأس زوجها بيشين. انضمت إلى حزب عوامي الوطني لخان عبد الوالي خان وانتُخبت لأول برلمان باكستاني في عام 1970 بعد الانتخابات العامة الباكستانية لعام 1970. خلال تلك الفترة، غالباً ما اشتبكت مع رئيس الوزراء ذو الفقار علي بوتو. اعتقدت جنيفر موسى أن بوتو كان «زميلا ذكيا وشابا غريبا». وجدت صعوبة في التعايش معه.

## التراث والعمل الاجتماعي
لديها ابن واحد، أشرف جهانجير قاضي دبلوماسي باكستاني كبير.
تولت جينيفر موسى، التي تسمى أيضًا «مامي جنيفر»، العمل الاجتماعي بعد رؤية محنة الفتيات في هذه المنطقة الفقيرة للغاية. ومضت لتأسيس «جمعية نساء بيشين» في منطقتها المحلية. كانت تقول: «لقد عملت مع جميع الناس، حتى مع لغتي الأوردية السيئة. أشعر كثيرًا وكأنني في المنزل هنا، لقد عاملوني دائمًا كأحدهم. لم أستطع العودة إلى أيرلندا. أعرف الآن أكثر عن هذا المكان عن بيتي».
في إحدى المقابلات الأخيرة التي أجرتها قالت: «لقد كانت مامي لها أدوارها». عاشت جنيفر موسى لمدة 60 عامًا حتى وفاتها في 12 يناير 2008 في بلوشستان.

## روابط خارجية
- مقابلة مع جنيفر موسى على الفجر (جريدة)